# Mont Vully
Mont Vully (französisch [mɔ̃ ˈvɥi]; früher auch Mont Vuilly geschrieben, selten auch deutsch Wistenlacher Berg) ist ein Hügelzug (653 m ü. M.) nördlich des Murtensees in den Schweizer Kantonen Freiburg und Waadt. Zwischen dem Murten-, Bieler- und Neuenburgersee gelegen, ist der Mont Vully ein beliebtes Ausflugsziel. Bekannt ist er vor allem für sein einzigartiges Panorama mit den Alpen, dem Jura und den drei umgebenden Seen sowie aufgrund seiner Rebberge und Weine.
Am 1. Juli 2011 schlossen sich sieben Gemeinden des Waadtländer Vully zusammen. Auf dem freiburgischen Teil des Bergs entstand per 1. Januar 2016 aus den Gemeinden Haut-Vully und Bas-Vully die Gemeinde Mont-Vully. Seither teilen sich drei Gemeinden den Vully, nämlich die Gemeinden Vully-les-Lacs (VD), Cudrefin (VD) und Mont-Vully (FR); auf dem Gebiet dieser Gemeinde befindet sich der höchste Punkt des Mont Vully.

## Geologie
Der Mont Vully besteht aus Molassefels. Auf dem Berg befindet sich ein Findling, der als «La pierre Louis Agassiz» bezeichnet wird.

## Geschichte

### Urgeschichte
Der Mont Vully beherbergt ein reiches historisches Erbe. Auf seinem flachen Rücken bestand wahrscheinlich bis zur Auswanderung der keltischen Helvetier um 58 v. Chr. ein Oppidum, dessen Festungswall noch heute gut sichtbar ist. Nach der durch Gaius Iulius Caesar erzwungenen Rückkehr der Helvetier wurde jedoch anstelle des Oppidums auf dem Mont Vully ein neues in der Nähe von Avenches errichtet (im Bois de Châtel).

### Mittelalter
Das Kloster Peterlingen, die heutige Abteikirche von Payerne, erwarb am Mont Vully einen Weinberg. Auch die religiöse Obrigkeit der Städte Freiburg im Üechtland und Murten besass Rebstöcke am Hang des Berges.

### Berner Staat
Die Stadt und Republik Bern der Alten Eidgenossenschaft betrieb auf dem Mont Vully eines der 156 militärischen Warnfeuer, der sogenannte Chutz. 33 davon befanden sich im Gebiet des heutigen Kanton Freiburg. Sie dienten als Fernmeldesystem zur Alarmierung der Truppen. Die letzte Verwendung fand das Chutz-System am 1. März 1798, als französische Truppen einmarschierten, um auch hier das Ancien Régime zu stürzen.

### Erster Weltkrieg
Im Ersten Weltkrieg legte die Schweizer Armee seit 1914 im Rahmen der Fortifikation Murten, der zweiten grossen Verteidigungsstellung neben der Fortifikation Hauenstein bei Olten, westlich der keltischen Befestigung zahlreiche Stellungen und Bunker auf dem Hügel an. Am Südhang entstand im anstehenden Sandstein ein weitläufiges Stollensystem, die Grottes de la Lamberta. Heute sind noch zahlreiche Überreste der militärischen Bauwerke im Gelände zu sehen.

### Zweiter Weltkrieg
Im Zweiten Weltkrieg baute die Schweizer Armee erneut Sperranlagen auf dem Mont Vully, allerdings in bedeutend kleinerem Ausmass als im Ersten Weltkrieg.

## Weinberg und Weine
Der Weinberg von Vully hat eine Gesamtfläche von 152 ha (102 ha im Kanton Freiburg und 46 ha im Kanton Waadt). Die Hauptrebsorten des Vully waren im Jahr 2014 Chasselas (mit 50 % der Produktion) und Pinot Noir (25 %). Der Hauptmarkt für Vully-Weine ist die deutschsprachige Schweiz mit rund 80 % des Verbrauchs, der Rest wird hauptsächlich im Kanton Freiburg verkauft.